# 阿卜杜勒·奧馬爾
阿卜杜勒·奧馬爾（Abdul Omar，1993年10月3日—）是一名迦納拳擊運動員，主攻雛量級項目。他曾獲得男子蠅量級銅牌。

## 外部連結
- g2014results.thecgf.com （页面存档备份，存于）